# Texas Instruments TMS1000

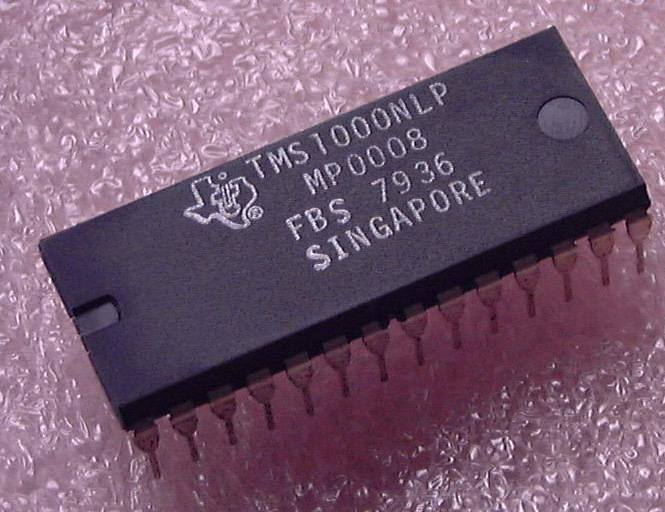
Ein TMS1000 im Gehäuse DIL 28, Fertigungscode 7936, entspricht 36. Woche 1979

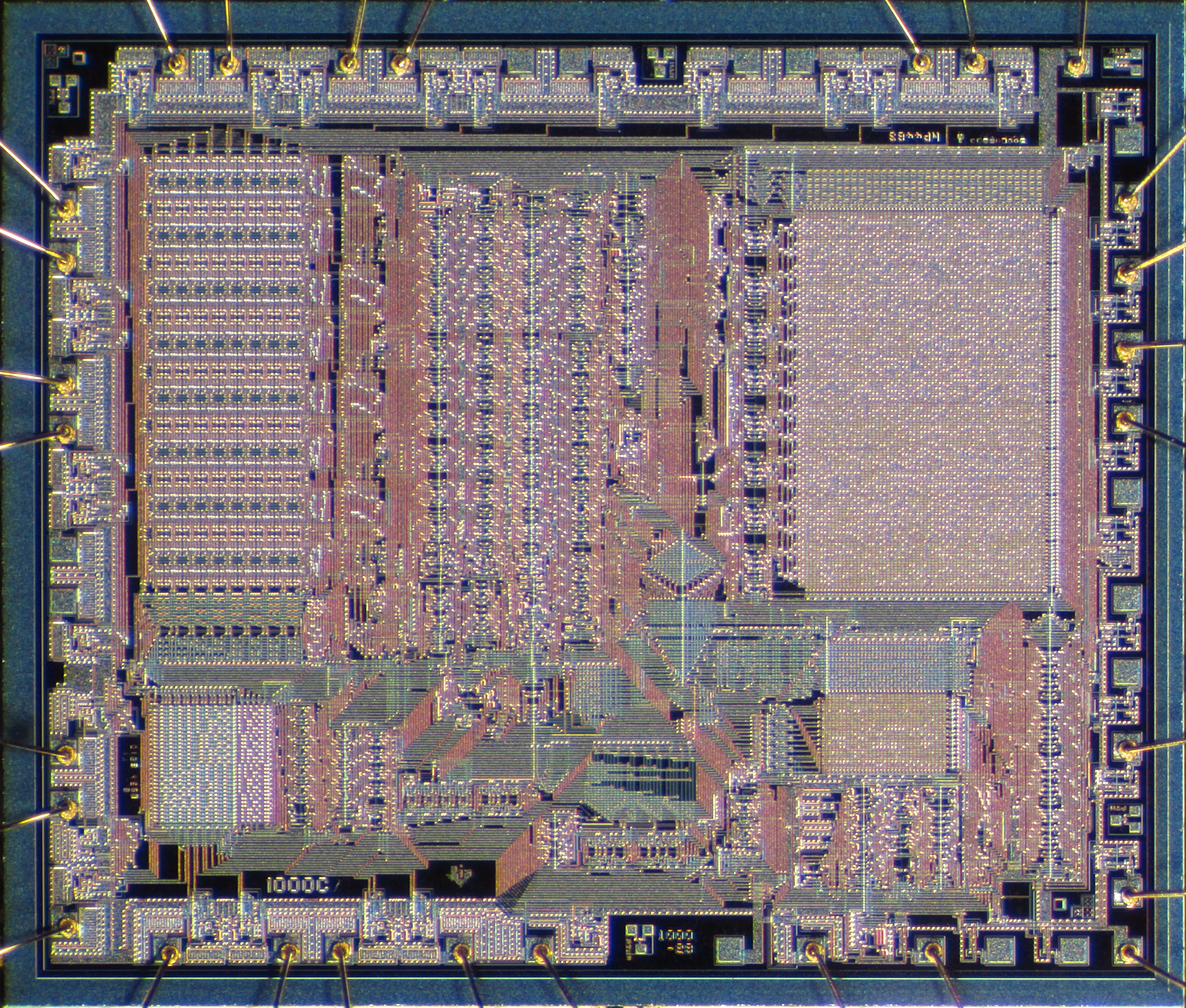
Die des TMS1000C mit Masken-ROM

TMS1000 ist der Gattungsname einer Familie von 4-Bit-Mikrocontrollern, die von Texas Instruments 1974 eingeführt wurde. Zur Familie gehören die ICs TMS1000, TMS1070, TMS1100, TMS1200, TMS1270 und TMS1300. Als erster in ein einzelnes IC integrierter vollständiger Computer hatten der TMS1000 und seine Nachfolger sehr viele Anwendungsgebiete, z. B. Steuerungssysteme, aber auch Haushaltsgeräte und Spiele. Das aus den 1980er Jahren bekannte elektronische Spielgerät Senso beispielsweise wurde auf der Grundlage des TMS1000 realisiert.

## Entwicklung
Der von Gary Boone und Michael Cochran entwickelte TMS1000 wurde zuerst in Texas Instruments-Taschenrechnern verwendet (SR 10, 1972), als Produkt aber erst 1974 vermarktet. Er erschien damit später als der Intel 4004, der allgemein als der erste Mikroprozessor betrachtet wird, war aber der erste echte Mikrocontroller (Computer auf einem Chip).

## Eigenschaften

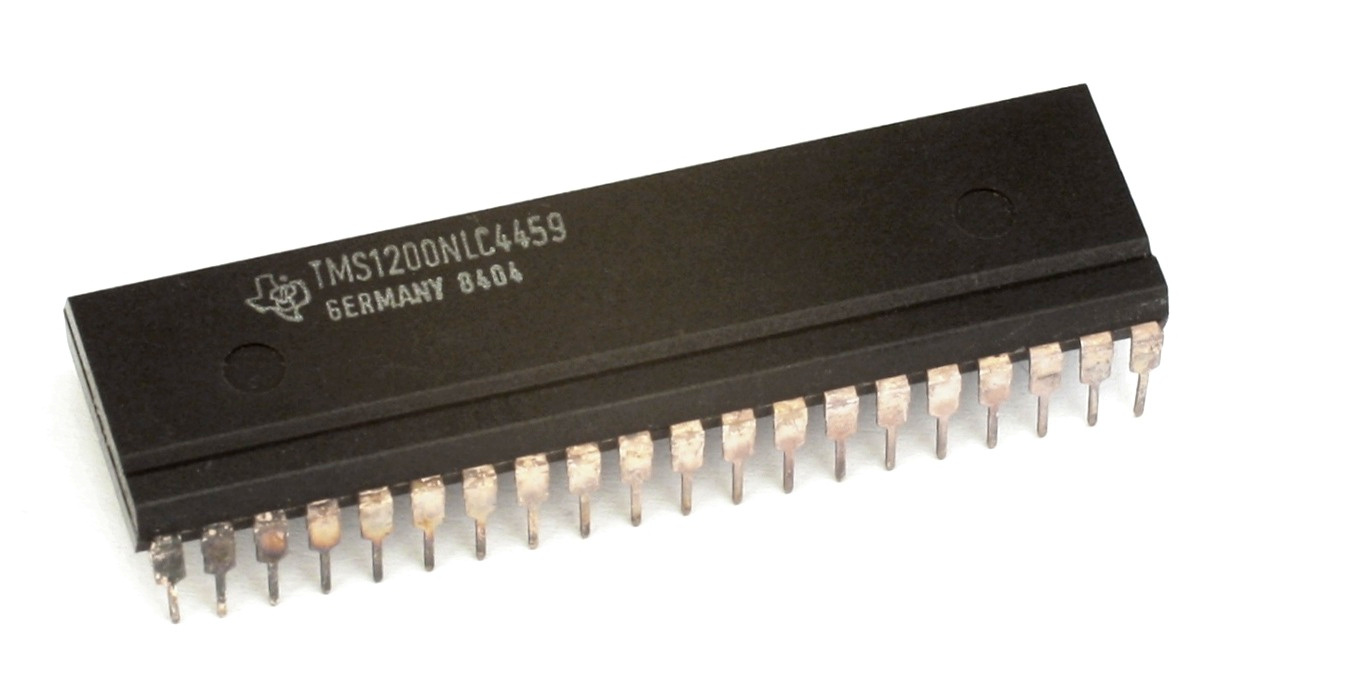
Mikrocontroller TMS1200 im Gehäuse DIL 40

Als Mikrocontroller enthalten die ICs der TMS1000-Familie sowohl einen Mikroprozessor als auch ROM (1 Kilobyte bei TMS1000, TMS1070, TMS1200 und TMS1270; 2 Kilobyte bei TMS1100 und TMS1300) sowie RAM (64 × 4 Bit bei TMS1000, TMS1070, TMS1200 und TMS1270; 128 × 4 Bit bei TMS1100 und TMS1300) und weitere Funktionen wie Zähler, Timer, Ein-/Ausgabe-Interfaces, die zur damaligen Zeit üblicherweise in separaten ICs umgesetzt waren.
Die ICs verfügen über zwei allgemeine Register von 4 Bit Größe und einen 43 (bzw. 54 bei TMS1100/TMS1300) Befehle umfassenden Befehlssatz sowie einen ein Element umfassenden Stapelspeicher, einen Schieberegister-Befehlszähler, jedoch keine Interrupts.
TMS1200, TMS1270 und TMS1300 entsprechen TMS1000, TMS1070 und TMS1100, verfügen jedoch über mehr Ausgabeanschlüsse; erstere stecken in einem Chipgehäuse mit 28 Anschlüssen (2 × 14 Pins > DIL 28), letztere mit 2 × 20 > DIL 40. TMS1070 und TMS1270 haben IO-Ports, die Lasten gegen Spannungen von bis zu 35 V treiben können.

## Anwendungen
- In einem Türgong-Modell mit 14 verschiedenen Melodien wird ein TMS 1000 NL 3228 benutzt.
- Die Tischmodell-Version der Berlin-Uhr wird von einem TMS 1000 NL0011 gesteuert.